# 多重路徑傳輸
在無線通訊中，多重路徑傳輸為一個訊號波以兩個以上路徑傳送至同一個接收天線的現象，導致在接收端有多種傳送訊號組成。此現象造成原因可能為地面或物體造成的反射和散射、大氣折射、電離層折射和反射等等。

每一種傳送至接收端的訊號皆會因為其路徑差異而有所不同。除非其中一個訊號支配其他訊號，否則接收到的訊號與原訊號稍有不同。
多徑傳播會引起多徑干涉，包括建設性干涉和破壞性干涉，以及訊號的相移；破壞性干涉會導致衰落。這可能導致無線電訊號在某些區域變得太微弱而無法充分接收，因此多徑傳播在無線電通訊系統中可能是有害的。當透過各種路徑到達的訊號的幅度具有瑞利分佈時，這稱為瑞利衰落。當一個分量（通常但不一定是視線分量）佔主導地位時，採用萊斯分佈的模型更為精確，這稱為萊斯衰落。當兩個分量佔主導地位時，最好使用具有擴散功率分佈的兩個波來模擬。

## 通則
一個非時變的傳輸路徑可以表示為 
{\displaystyle H(\omega )=\int _{-\infty }^{+\infty }h(t)e^{-j\omega t}dt}
{\displaystyle h(t)=1/2\pi \int _{-\infty }^{+\infty }H(\omega t)e^{-j\omega t}d\omega }
輸入訊號為{\displaystyle X(\omega )}(頻域)或者{\displaystyle x(t)}(時域)，則其對應的輸出訊號為
{\displaystyle Y(\omega )=X(\omega )H(\omega )}
{\displaystyle y(t)=x(t)*h(t)}
雖然多半其傳輸路徑並非一個非時變系統，而是隨著時間在路徑長等方面有所改變，不過，適當的假設傳輸路徑在足夠時間內是固定的有利於我們去做分析。

## 特性
- 延遲
- 干涉

多重路徑干涉為波在物理學中的現象。當波由兩個以上路徑到達偵測器，則波會產生疊加的現象。此現象產生條件須為波在傳輸過程中有相干性，並且通常因為路徑長不同，因此在不同時間點到達。其為多重路徑干涉中造成類比電視廣播產生鬼影、無線電波衰減的原因。當訊號因為傳輸路徑不同，而造成訊號強度或相位改變，則稱為多重路徑衰弱。

## 例子
在傳真和(類比)電視中，多重路徑傳輸會造成抖動和鬼影現象，被視為原影像的退色的重複影像。鬼影是因為訊號受山壁或大型物體反彈，又同時接收到較短時間、直接路徑所傳輸的訊號，而接收上有所時間差異造成。
在雷達處理中，多重路徑傳輸造成鬼影目標出現，而矇騙了雷達接受機。這些鬼影目標特別麻煩，因為其移動和行動與正常目標很像(它們有回波)，因此接收器很難從中去分離出真正的目標。這個問題可以透過加入雷達周圍的地面圖，並消除所有原於地面以下或高於一定高度的回波。
在數位無線通訊方面(例如: GSM)，多重路徑傳輸可以造成錯誤並影響傳輸品質。這些錯誤是因為符號間干擾(ISI)造成，而等化器可被用來修正此問題，除此之外，方法像是正交分頻多工、犁耙接收器也可被使用。 
在全球定位系統接收器中，多重路徑效應會使靜止的接收器的輸出顯示隨機跳動。雖然在物體移動時此現象可能會變得不明顯，但仍然會因為這樣而降低定位的精確度和速度估測。
聲音的多重路徑為最簡單的例子。假設原本聲音為{\displaystyle x[n]}，則因為傳輸路徑不同，最後接收到的訊號{\displaystyle y[n]}可表示{\displaystyle y[n]=x[n]+\alpha x[n-N_{p}]+...}